# The Christmas Song (Chestnuts Roasting on an Open Fire)
"The Christmas Song (Chestnuts Roasting On An Open Fire)" é uma canção natalina do cantor e compositor norte-americano Mel Tormé que foi regravada e lançada como um single promocional do cantor canadense de pop e R&B Justin Bieber com a participação do cantor estadunidense Usher para o segundo álbum de estúdio de Bieber, intitulado Under the Mistletoe. A canção foi lançada em 24 de outubro de 2011 na rádio do radialista Ryan Seacrest e também no iTunes.

## Antecedentes
Em 17 de outubro de 2011 quando foi lançado o primeiro single do Under the Mistletoe, Justin Bieber e seu mentor Usher prometeram que se "Mistletoe" ficasse em primeiro lugar nos downloads no iTunes, seria lançada a música que os dois fizeram juntos, "The Christmas Song", conhecida também como "Chestnuts On An Open Fire". "Mistletoe" ficou em primeiro lugar no iTunes e os dois divulgaram no Twitter a data de lançamento do novo single que seria em 24 de outubro de 2011 na rádio do Ryan Seacrest e no iTunes. Ainda foi disponibilizado a capa do single e foi postado no canal de Justin no YouTube um vídeo dele junto de Usher gravando a música.

## Crítica profissional
Jason Lipshutz da Billboard disse que a canção foi a primeira chance de Justin de mostrar a sua voz amadurecendo ao lado de seu mentor Usher. Amy Sciarretto do PopCrush disse que Bieber colocou um selo suave em uma clássica canção natalina. Amy ainda falou que Usher com sua voz rica e sedosa consegue ser o centro das atenções e que Justin no final encaixa um riff de guitarra na maior harmonia.

## Desempenho nas paradas musicais
"The Christmas Song (Chestnuts Roasting On An Open Fire)" passou cinco semanas em sete paradas diferentes. Sua primeira aparição foi na 43ª semana de 2011, na posição de número #44 no Productores de Musica de España e sua última aparição nas paradas musicais foi na 45ª semana de 2011 nos Estados Unidos e Canadá. Sua posição de pico foi em #16, no VG-lista, parada oficial da Noruega, onde permaneceu na parada por uma semana e também é a parada em que a canção teve a sua melhor entrada.

## Performances ao vivo
O single promocional foi performado ao vivo pela primeira vez no programa Today Show, no Rockefeller Plaza. Justin cantou a música ao lado de Usher. Bieber também fez uma performance das canções "Never Say Never", "Santa Claus Is Coming To Town" e de "Mistletoe" no programa.

## Créditos de produção
- Compositores - Mel Torme, Robert Wells
- Produção - Kuk Harrel
- Mixagem - Phil Tan
- Engenharia acústica - Josh Gudwin, Chris O'Ryan

## Paradas musicais

### Desempenho
| País/Parada (2011)                        | Melhor posição |
| ----------------------------------------- | -------------- |
| Austrália - ARIA Charts                   | 58             |
| Canadá - Canadian Hot 100                 | 59             |
| Dinamarca - Tracklisten                   | 27             |
| Espanha - Productores de Musica de España | 44             |
| Estados Unidos - Billboard Hot 100        | 58             |
| Noruega - VG-lista                        | 16             |
| Reino Unido - UK Singles Chart            | 91             |